# Elbrus
Về dòng máy tính thời kỳ Xô viết, xem Elbrus (máy tính).
Về tên lửa R-300 Elbrus, xem Scud.

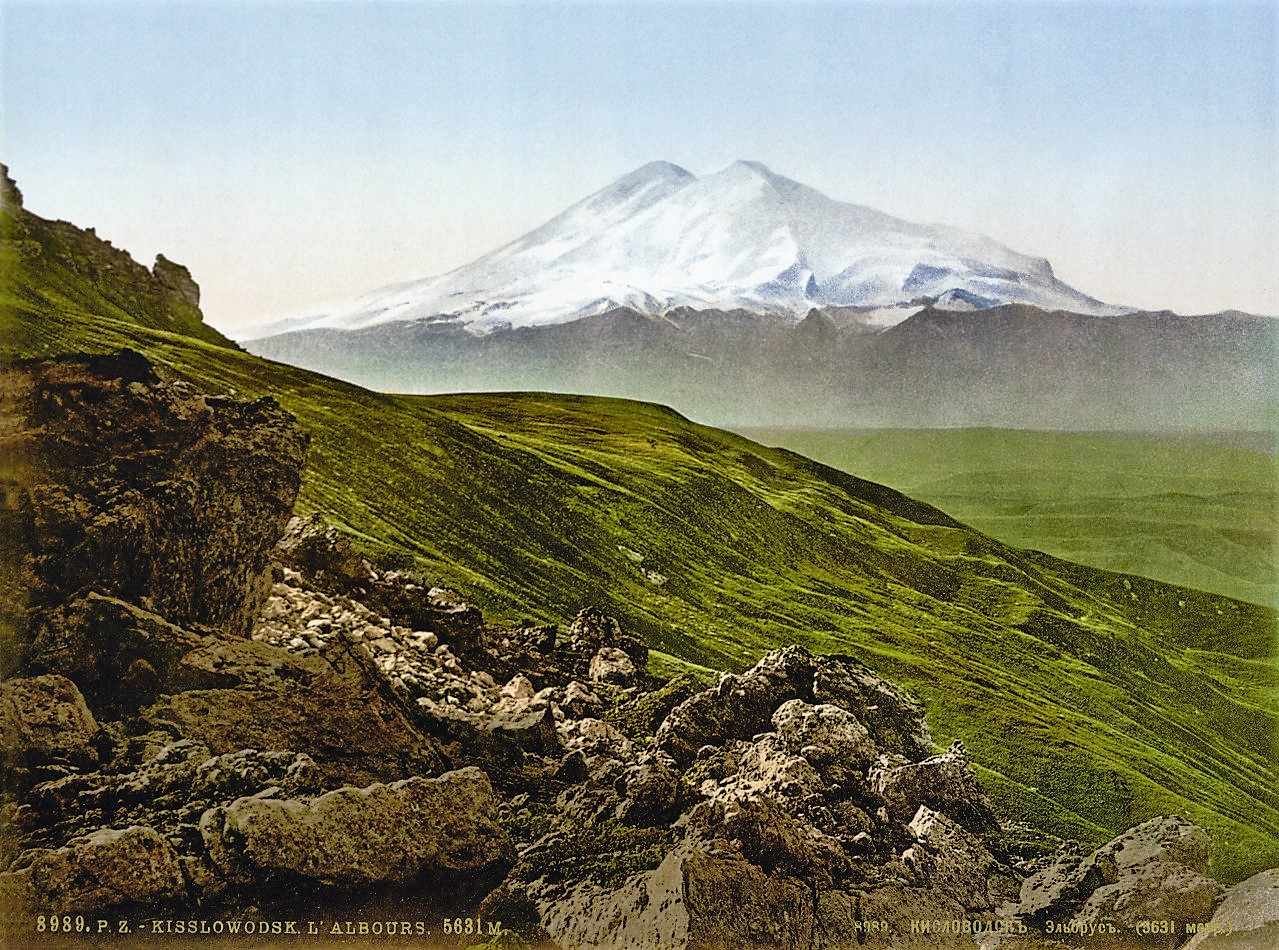
Quang cảnh Elbrus nhìn từ Kislovodsk.

Đỉnh Elbrus (tiếng Nga: Эльбрус) là một đỉnh núi nằm ở miền tây dãy núi Kavkaz, tại nước cộng hòa tự trị Kabardino-Balkaria thuộc Liên bang Nga, gần biên giới với Gruzia. Một núi lửa đã không hoạt động kể từ khoảng 2.000 năm trước, nó là đỉnh núi cao nhất trong dãy Kavkaz, phần thuộc về châu Âu (nếu biên giới giữa châu Âu và châu Á được coi là nằm ở phía nam đỉnh Elbrus - tại khu vực sông Kura và Qvirila). Đỉnh phía tây của Elbrus có độ cao 5.642 m (18.510 ft) và có thể coi là đỉnh núi cao nhất tại châu Âu. Đỉnh phía đông thấp hơn một chút: nó cao 5.621 m (18.442 ft). Hai đỉnh này cách nhau khoảng 3 km, nối với nhau bằng một khu vực lõm xuống (yên ngựa) nằm ở cao độ khoảng 5.200 m. Tổng diện tích bị đóng băng là khoảng 134,5 km². Prielbrusje, khu điều dưỡng với môn thể thao trượt tuyết nổi tiếng nhất tại Nga, nằm tại núi này. Theo phân loại leo núi thì Elbrus được đánh giá là cấp núi tuyết-băng cấp 2A khi leo len đỉnh phía tây từ phía bắc của nó, còn đi qua cả hai đỉnh là cấp 2B. Có các hành trình phức tạp khác, chẳng hạn Elbrus (Z) theo sườn núi S-Z: cấp 3A. Các khe núi Adylsu, Shkheldy, Adyrsu hay các khối núi Donguzoruna vàUshby cũng rất phổ biến trong số các nhà leo núi và các du khách ưa thích leo núi.

## Vị trí
Elbrus nằm cách khoảng 20 km (12 dặm) về phía bắc rặng chính của dãy Đại Kavkaz và khoảng 65 km (40 dặm) về phía nam tây nam của thị trấn Kislovodsk thuộc Nga. Phần chỏm băng vĩnh cửu của nó cung cấp nguồn băng cho 22 sông băng, các sông băng này lại là nguồn cung cấp nước cho các sông Baksan, Kuban và Malka.

## Các tên gọi khác
Đỉnh Elbrus còn có các tên gọi khác như:
- Mingi-Tau: nghĩa là đỉnh cao của hàng nghìn núi trong cách gọi của người Karachaevo-Balkaria.
- Dzhin-padishakh: nghĩa là vua của các thần núi trong tiếng của người Tjurk.
- Albar (Albors): nghĩa là núi cao, trong tiếng Iran. Không nên nhầm lẫn đỉnh Elbrus với đỉnh Alborz (có tên gọi khác là Elburz) ở Iran, cũng có nguồn gốc tên gọi từ dãy núi truyền thuyết Harā Bərəzaitī trong thần thoại Ba Tư.
- Yalbuz: nghĩa là bờm tuyết trong tiếng Gruzia.
- Uryushglyumos: núi của ngày.
- Kuskamaph: núi đem lại hạnh phúc.
- Shat, núi Shat.

## Lịch sử
Người cổ đại biết đến ngọn núi này với tên gọi Strobilus, một từ trong tiếng Latinh để chỉ quả nón của thông, có nguồn gốc từ tiếng Hy Lạp strobilos, có nghĩa là vật thể xoắn, một thuật ngữ thực vật đã có từ lâu để miêu tả hình dạng của đỉnh núi lửa. Truyền thuyết kể lại rằng thần Zeus đã xiềng xích thần Prometheus (vị thần khổng lồ đã trộm lửa từ trên trời để cho người cổ đại) tại đây, một chỉ dẫn rõ ràng cho các hoạt động núi lửa trong quá khứ. Đỉnh thấp hơn đã được Douglas Freshfield, A. W. Moore và C. C. Tucker trèo lên lần đầu tiên năm 1868, còn đỉnh cao hơn (khoảng 40 m) đã được một nhóm các nhà thám hiểm người Anh do F. Crauford Grove dẫn đầu chinh phục vào năm 1874. Trong những năm đầu tiên của chế độ Xô viết, nghề leo núi đã trở thành một môn thể thao phổ biến trong quần chúng, và ở đây đã có nhiều hành trình để lên núi. Vào mùa đông năm 1936, một nhóm lớn các thành viên Komsomol thiếu kinh nghiệm đã cố gắng trèo lên đỉnh núi và kết thúc bằng nhiều thương vong khi họ bị trượt khỏi lớp băng và rơi xuống. Những người Đức đã chiếm đóng ngọn núi này trong một thời gian ngắn trong Đại chiến thế giới lần thứ 2 với khoảng 10.000 binh sĩ là những người giỏi leo núi. Một câu chuyện chưa kiểm chứng được kể lại rằng một phi công Xô viết đã được hứa thưởng huy chương cho việc ném bom nơi ở chính trên núi, khách sạn Priyut 11, nằm ở độ cao 4.100 m, khi nó bị chiếm đóng. Sau này người phi công đã được đề cử nhận huy chương nhưng không phải vì ném bom khách sạn này, mà là cho việc cung cấp nhiên liệu, và đã để khách sạn này còn nguyên vẹn cho các thế hệ sau . Tuy nhiên, nó đã bị cháy vào cuối thể kỷ 20 và hiện nay người ta đang xây dựng lại khách sạn này.
Liên Xô đã khuyến khích việc leo núi Elbrus, và vào năm 1956 đã có 400 nhà leo núi đã cùng leo lên đỉnh để đánh dấu sự kiện 400 năm ngày sáp nhập Kabardino-Balkaria vào Nga.
Từ năm 1959 cho tới năm 1976, một hệ thống xe chạy trên dây cáp đã được xây dựng thành nhiều tầng để có thể thể đưa những người đến thăm lên tới độ cao 3.750 m. Có nhiều hành trình để leo núi, nhưng hành trình thông thường nhất mà không có các kẽ nứt trên băng là hành trình gần như thẳng đứng từ sườn dốc của núi nơi kết thúc hệ thống cáp. Trong mùa hè, không phải là điều bất thường nếu như có tới khoảng 100 người có ý định leo lên đỉnh núi theo hành trình này mỗi ngày. Việc leo núi này không khó về mặt kỹ thuật nhưng khó khăn về mặt thể lực do độ cao và thường xuyên có gió mạnh. Số lượng tử vong vì leo núi này trung bình mỗi năm khoảng 15-30 ca, chủ yếu là do các cố gắng thiếu tổ chức và trang bị kém .
Năm 1997, một chiếc xe Land Rover Defender đã lên tới đỉnh núi này và được ghi vào trong Sách kỷ lục Guinness.

## Hình ảnh

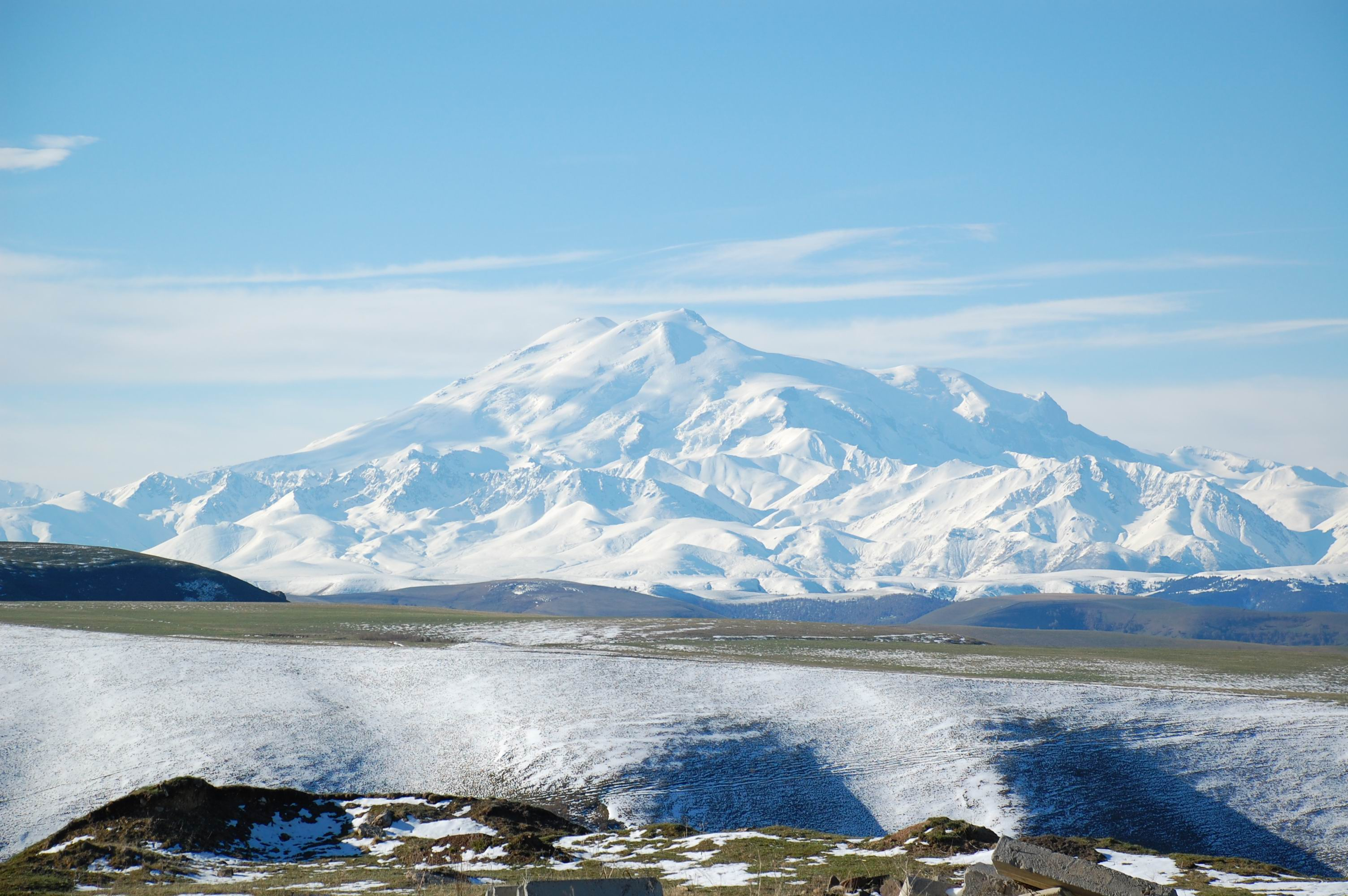
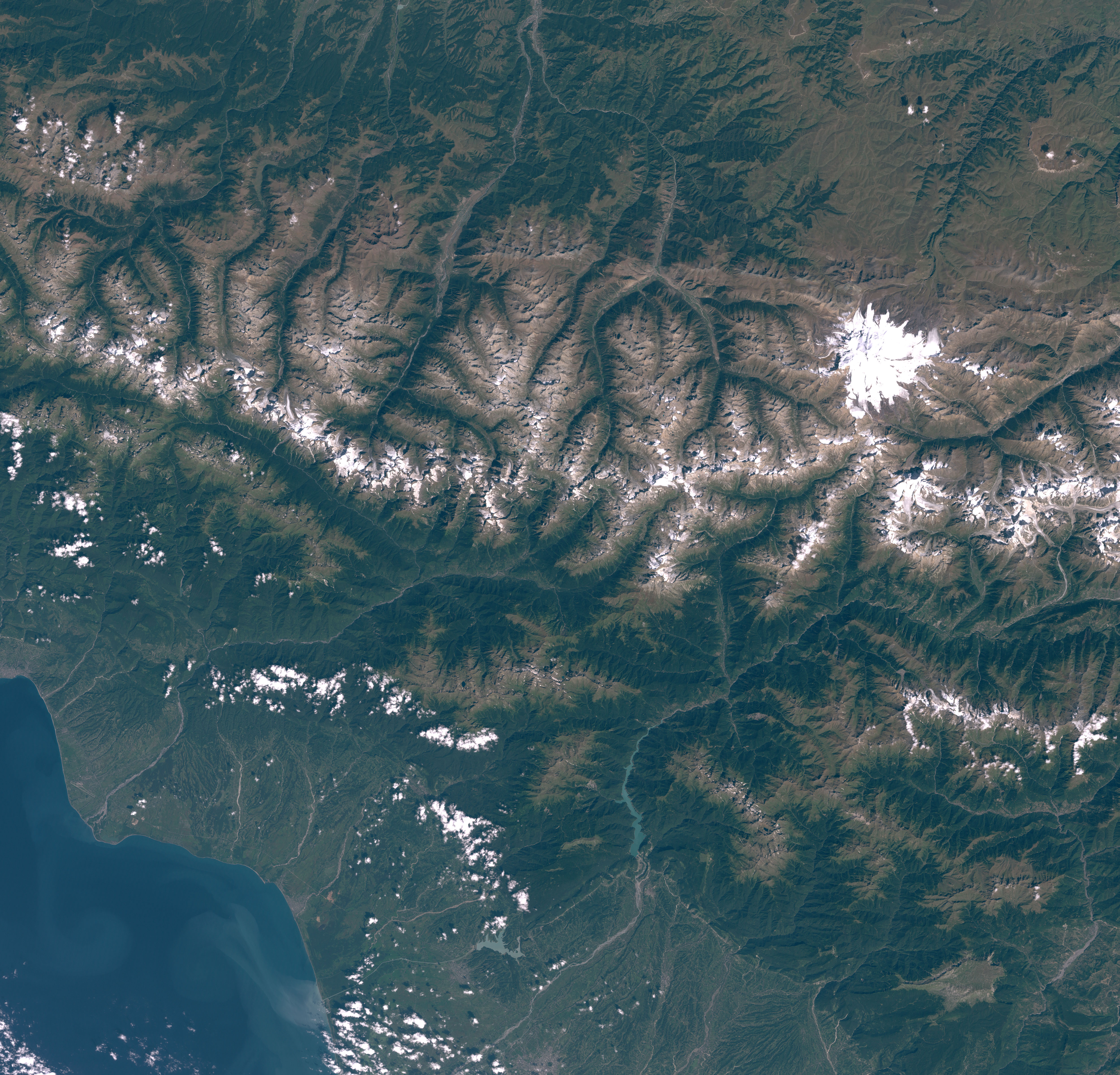
Satellite picture of Mount Elbrus (12 September, 2000)
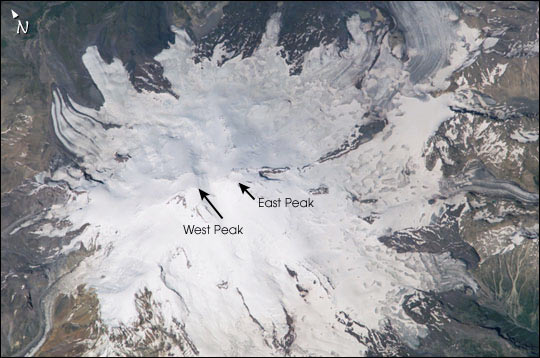
Mount Elbrus and its two peaks
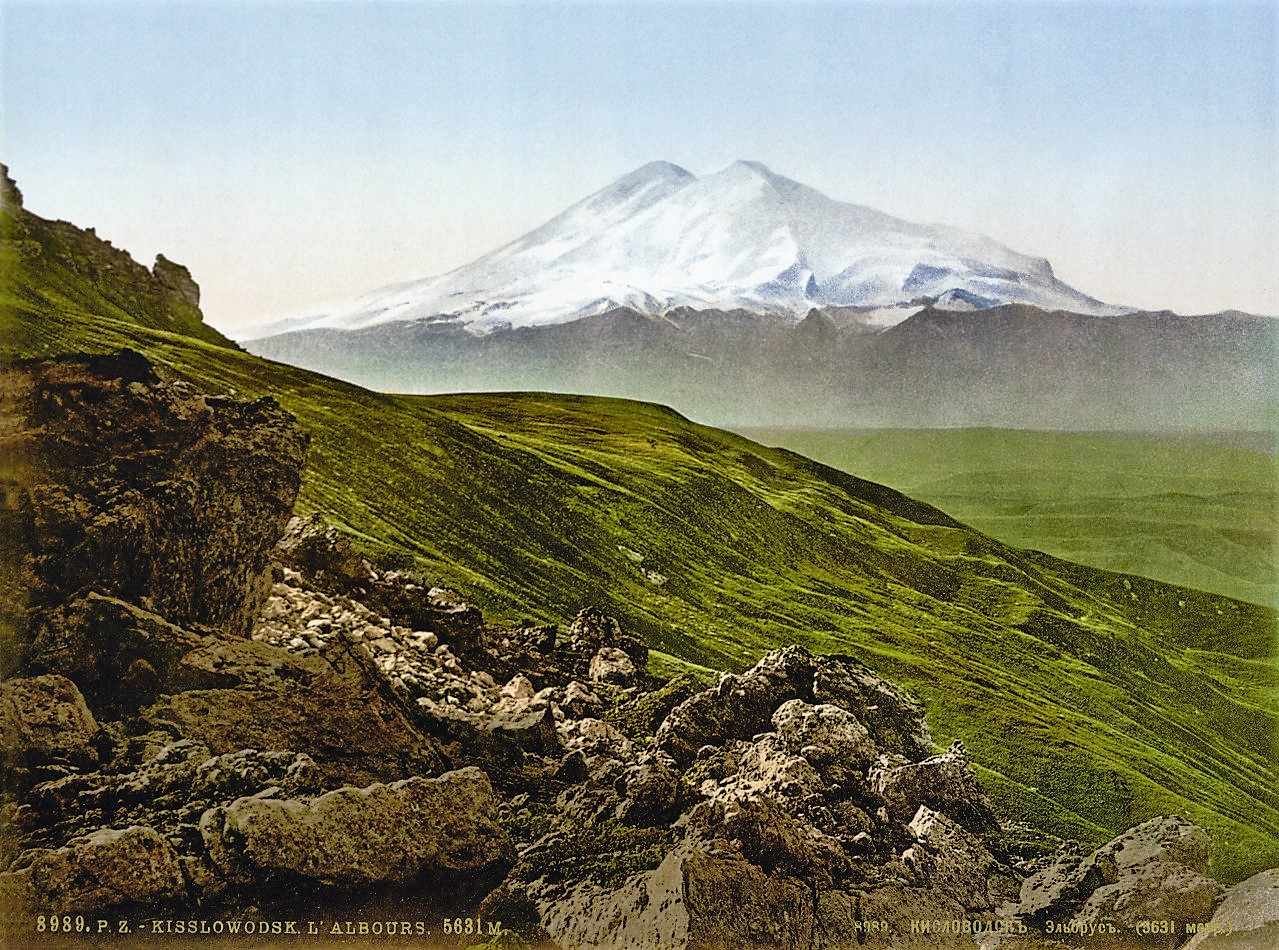
19th-century photograph
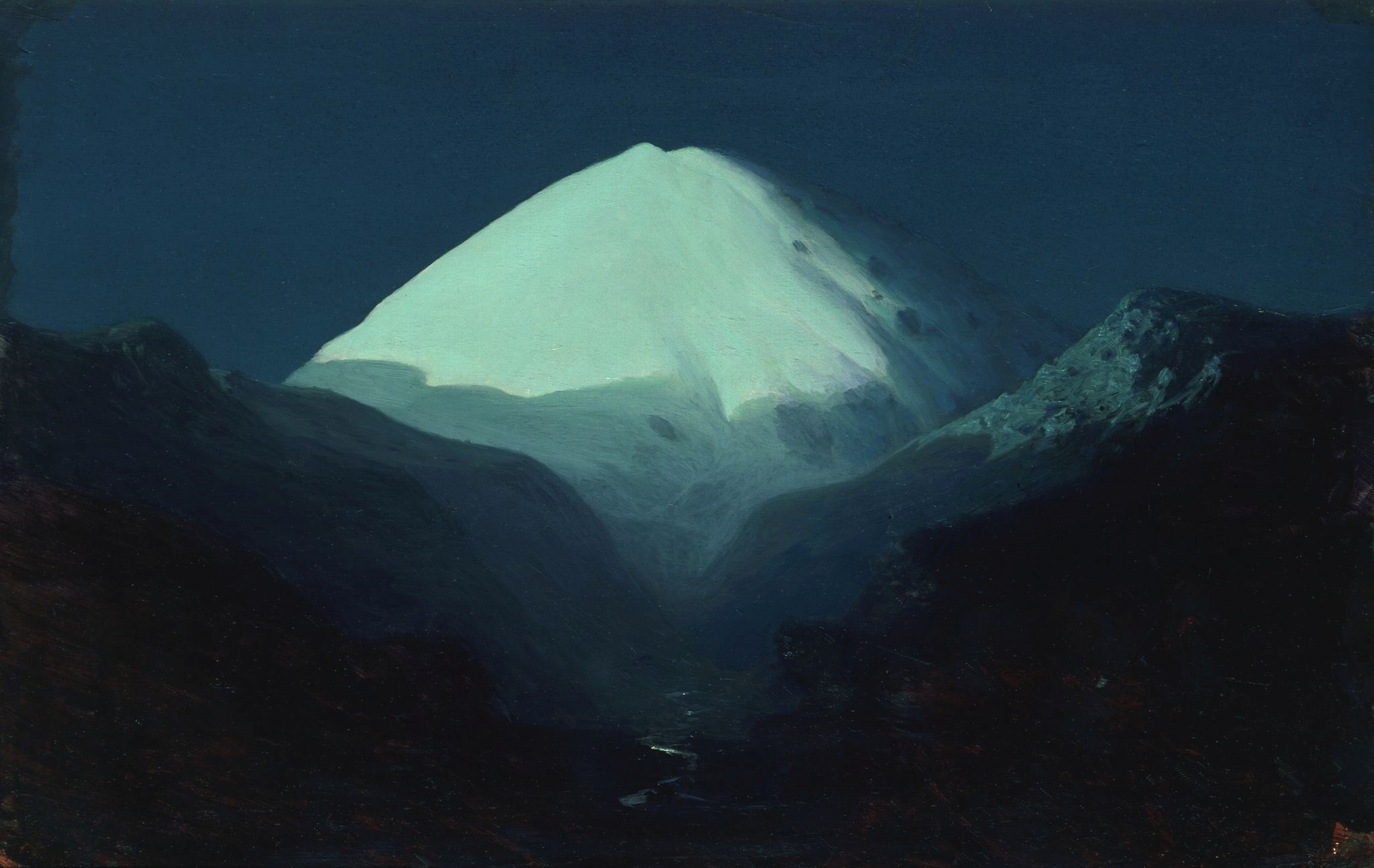
Archip Iwanovich Kuindshi: The Elbrus, 1890-1895
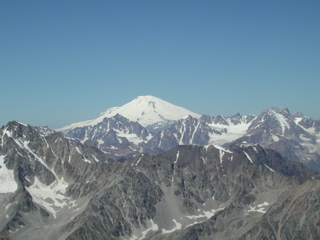
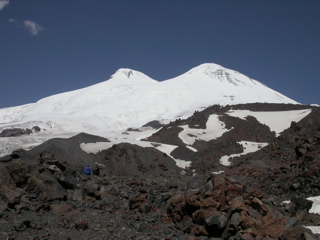
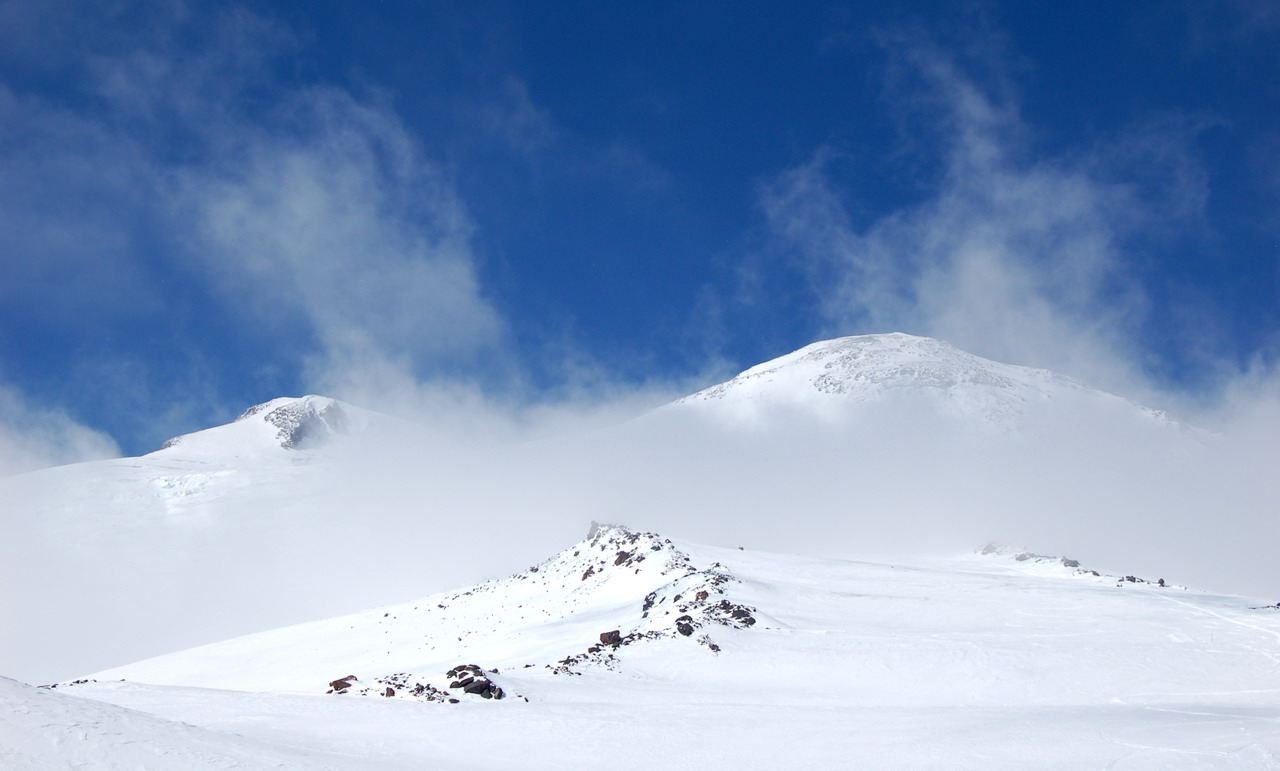
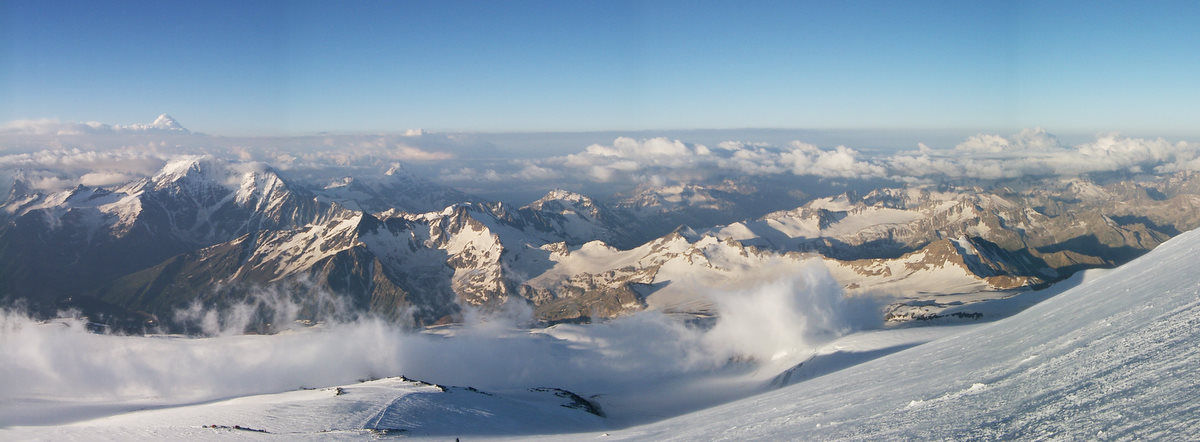
View to the South from the summit